# 紋疊魁蛤
紋疊魁蛤（学名：Acar plicatum）为魁蛤科小魁蛤屬下的一个种。